# Nucleomorfo

O nucleomorfo é a pequena estrutura à direita contida no cloroplasto. No esquema, no sentido dos ponteiros do relógio desde cima à esquerda: tilacoides, estroma, nucleomorfo, espaço periplastidial, membrana periplastidial, espaço epiplastidial, membrana epiplastidial, membrana externa do cloroplasto, espaço intermembranal, membrana interna do cloroplasto.

O nucleomorfo é uma estrutura presente nos cloroplastos de alguns protistas, em especial dos grupos Cryptophyta e Chlorarachniophyta.

## Descrição
Os cloroplastos dos grupos taxonómicos onde ocorre a presença de nucleomorfos apresentam quatro membranas, sendo que o nucleomorfo se encontra localizado entre a segunda e a terceira membrana. Supõe-se que estes cloroplastos são o resultando da endossimbiose secundária de uma alga que já tinha cloroplastos por parte de uma criptófita ou cloraracniófita ancestral. As duas membranas internas do cloroplasto derivariam das membranas originais da cianobactéria, a tercera derivaria da membrana da alga fagocitada e a quarta seria um vestígio da membrana do vacúolo alimentar. Neste contexto, o nucleomorfo é suposto ser um remanente degenerado do núcleo celular da alga fagocitada.